# Steinunn Valdís Óskarsdóttir
Steinunn Valdís Óskarsdóttir, née le 7 avril 1965 à Reykjavik, est une femme politique islandaise, maire de Reykjavik de 2004 à 2006. 

## Biographie
Élue le 30 novembre 2004, elle n'obtint pas l'investiture de son parti, Samfylkingin (l'Alliance), une alliance de partis de gauche, lors des primaires pour se représenter aux élections de mai 2006, lui préférant Dagur B. Eggertsson.
Lors de ces élections, Samfylkingin et les partis de gauche avec qui il faisait liste commune, perdirent la majorité au conseil municipal de Reykjavik au profit du Parti de l'indépendance (Sjálfstæðisflokkur), le parti conservateur. Vilhjálmur Þórmundur Vilhjálmsson fut désigné nouveau maire.
Conseillère municipale, Steinunn Valdís Óskarsdóttir se présente sur la liste de Samfylkingin à Reykjavik en huitième position, pour les élections législatives de mai 2007.